# Rio Sir Dária
O rio Sir Dária ou Sir Darya (uzbeque: Sirdaryo; cazaque: Сырдарья; tadjique: Сирдарё; persa: سيردريا‎) é um rio da Ásia Central, por vezes conhecido como Jaxartes a partir de seu nome grego ὁ Ιαξάρτης. A denominação grega é derivada do persa antigo Yakhsha Arta ("Grande Perlado"), uma referência ao aspeto da água do rio. Em escritos medievais islâmicos, o rio é sempre chamado de Sayhoun (سيحون), que é o nome de um dos quatro rios do Paraíso (da mesma maneira, o Amu Dária era chamado de Jayhoun, outro daqueles quatro rios).

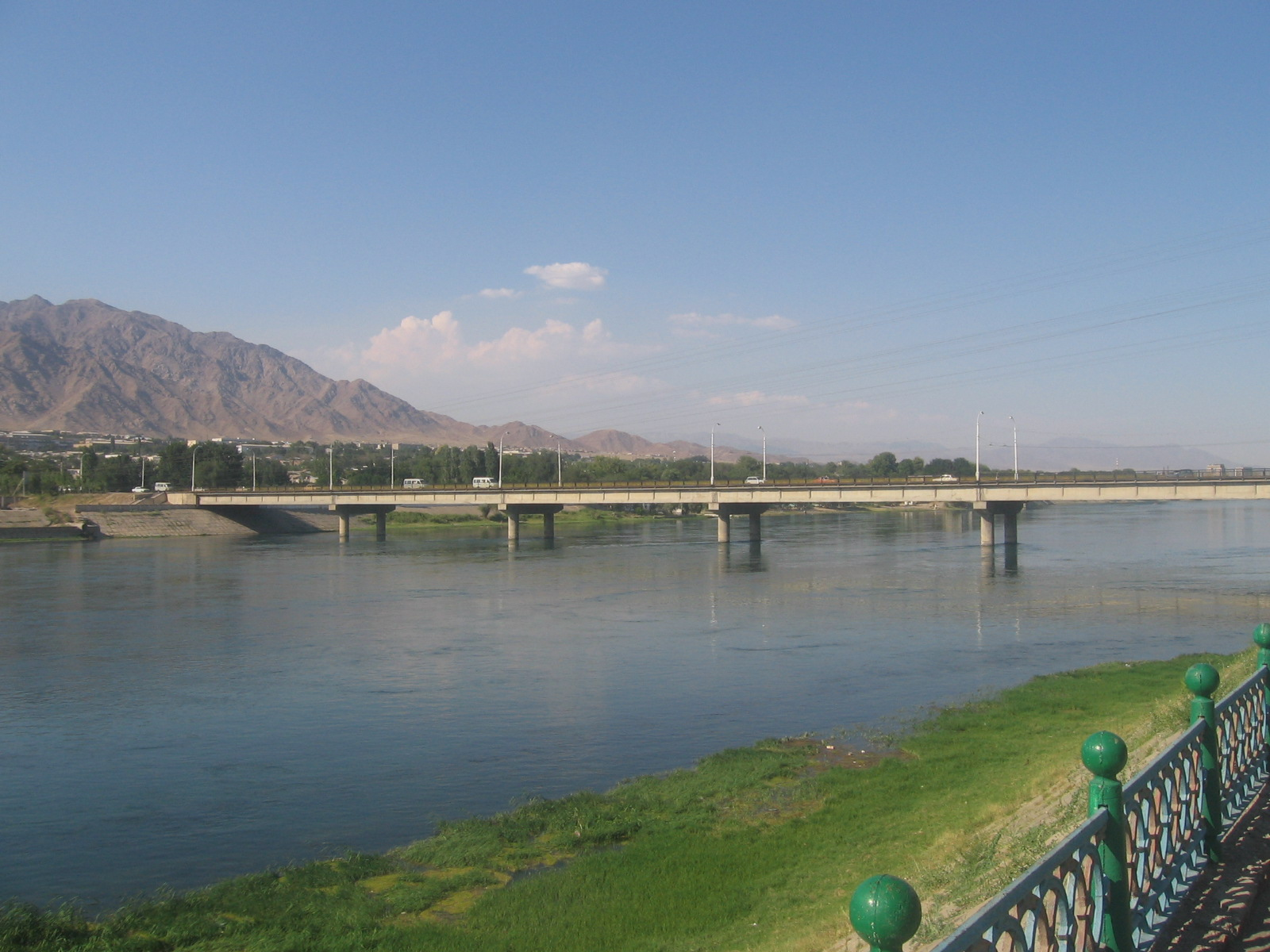
Ponte sobre o rio Sir Dária no Uzbequistão.

O nome "Sir Dária", que vem do persa e é usado há muito tempo no Oriente, é relativamente recente nos registros do Ocidente. Anteriormente ao século XX, o rio era conhecido por uma das diversas versões do nome grego. Demarcava o limite setentrional das conquistas de Alexandre, o Grande. Historiadores gregos alegavam que ali, em 329 a.C., o rei macedônio teria fundado a cidade de Alexandria Eschate (literalmente, "Alexandria, a mais longínqua", a atual Khujand) com uma guarnição permanente. Na verdade, a cidade havia sido fundada por Ciro, o Grande.
O rio surge de duas fontes nas montanhas de Tian Shan, no Quirguistão e no leste do Uzbequistão, e corre por cerca de 2212 km na direção oeste e noroeste pelo território uzbeque e no sul do Cazaquistão até desaguar no que resta do mar de Aral.
A região por onde corre o rio possui um amplo sistema de canais, muitos construídos no século XVIII. A expansão maciça dos canais de irrigação durante o período soviético, para irrigar campos de algodão, provocou um desastre ecológico na área que levou a uma diminuição na vazão do rio. Atualmente, o Sir Dária seca bem antes de atingir o Mar de Aral que, em consequência, encolheu drasticamente. Com milhões de pessoas assentadas nas áreas de cultivo do algodão, não está claro como esta situação poderia ser corrigida.